# Tauala athertonensis
Tauala athertonensis es una especie de araña saltarina del género Tauala, familia Salticidae. Fue descrita científicamente por Gardzińska en 1996.
Habita en Australia (Queensland).